# Паспорт громадянина Ірландії
Паспорт громадянина Ірландії  — документ, що видається громадянам Ірландії для здійснення поїздок за кордон. Ірландський паспорт дозволяє пред'явнику подорожувати по всьому світу і служить свідченням ірландського громадянства та громадянства Європейського Союзу. Це також полегшує доступ до консульської допомоги як від ірландських посольств, так і від будь-якого посольства від інших держав-членів Європейського Союзу за кордоном. 
Ірландські паспорти видаються Департаментом закордонних справ та торгівлі в Дубліні. Всі ірландські паспорти були біометричними з 2006 року. У 2015 році уряд Ірландії представив картку паспорта, яка дає можливість громадянам Ірландії, які вже мають паспорт, подорожувати по всій території Європейського економічного простору та Швейцарії. Ірландська паспортна картка призначена для подорожей та ідентифікації цілей та функцій, подібних до європейської національної ідентифікаційної картки. 

## Зовнішній вигляд
Ірландські паспортні буклети використовують стандартний дизайн Європейського Союзу з машинозчитуваною ідентифікаційною сторінкою та 32 або 66 візовими сторінками. На обкладинці зображена арфа, національний символ Ірландії. Слова на обкладинці містяться в обох офіційних мов Ірландії, ірландській та англійській. У верхній частині обкладинки читається tAontas Eorpach (Європейський Союз). Над арфою - слова Éire та його еквівалент англійською мовою (Ірландія). Нещодавно видані паспортні буклети були перероблені з додатковими функціями безпеки. Тепер ідентифікаційна сторінка є пластиковою карткою між основною обкладинкою та першою сторінкою сторінки.

## Візові вимоги для громадян Ірландії
Візові вимоги до громадян Ірландії - це обмеження на подорожі, що покладаються на громадян Ірландії керівництвами інших держав. У 2017 році громадяни Ірландії мали безвізовий режим або візу після прибуття до 172 країн та територій, Ірландський паспорт отримав 5-те місце в усьому світі відповідно до Індексу обмежень віз.